# 2-га флотилія MAS
2-га флотилія MAS (італ. 2ª Flottiglia MAS) — спеціальний підрозділ Королівських військово-морських сил Італії для проведення розвідувальних і диверсійних операцій проти військово-морських сил противника та його інфраструктури. 

## Історія
2-га флотилія MAS складалась з 16 катерів. Базувалась на Сицилії в портах Трапані та Мацара-дель-Валло.
У червні 1941 року флотилію очолив капітан I рангу Ернесто Форца. 
24 липня 1941 року він керував торпедним катером MAS 532, що потопив (за іншими даними, лише важко пошкодив) ворожий транспорт «Sydney Star» зі складу мальтійського конвою GM 1, за що був нагороджений Золотою медаллю «За військову доблесть».
Після висадки союзників на Сицилію флотилія була переведена в Мілаццо, а після остаточного захоплення Сицилії - в Ла-Спецію.

## Склад флотилії
На момент вступу Італії у Другу світову війну 10 червня 1940 року 2-га флотилія MAS мата такий склад
2 дивізіон
- MAS 424
- MAS 509
- MAS 543
- MAS 544

9 дивізіон
- MAS 512
- MAS 513
- MAS 514
- MAS 515

10 дивізіон
- MAS 516
- MAS 517
- MAS 518
- MAS 519

15 дивізіон
- MAS 547
- MAS 548
- MAS 549
- MAS 550